# 山本晋也
山本 晋也（やまもと しんや、本名：伊藤 直（いとう ただし）、1939年〈昭和14年〉6月16日 - ）は、日本の映画監督、タレント、俳優、リポーター。東京市神田区（現：東京都千代田区）出身。愛称は「カントク」。サングラスにちょび髭がトレードマーク。口癖は「すごいですねぇ」「ほとんどビョーキ」。現在、毒蝮三太夫が所属するまむしプロダクションと業務提携をしている。

## 来歴
神田生まれの江戸っ子ということもあり、中学時代から落語が好きで寄席に通っていた。早稲田高等学校を経て、1963年に日本大学芸術学部演劇学科に入学。学生運動が激しかった時代だが、山本は当時、右翼学生の立場だったという。後に視野が広がり、左派的な平和主義の立場にかわっている。日大を卒業後、日本教育テレビ（現：テレビ朝日）のアシスタントディレクターを務めた後、1964年、岩波映画製作所にて羽仁進に師事して助監督となる。初監督作品は成人映画の『狂い咲き』（1965年）で、以後多数のピンク映画作品を手がける。1960年代から1970年代にかけて、約250本の作品を撮影した。
中でも「未亡人下宿」シリーズは外部買取作品ながらもにっかつのドル箱作品となり続編も作られ、ピンク映画のヒットメーカーとして一躍脚光を浴びる。ピンク映画から一般映画に進出した先駆者の一人であり、その喜劇演出は助監督だった滝田洋二郎にも影響を与えたといわれるが、その後タレント業が中心となったこともあって、映画監督としての体系的な評価はまだ十分に行われていない。高橋伴明、若松孝二らの作品が評価されているのに対し、山本の作品はDVD化が少なく、正当に評価されていない。
上記の『狂い咲き』は、松井康子主演のスリラー仕立てのシリアスな作品だったが、その後の作品の多くはコメディータッチだった。このことから山本は、「“ピンク・コメディー”というジャンルを開拓したパイオニア」とも評されるようになる。中でも「未亡人下宿」シリーズは外部買取作品ながらもにっかつのドル箱作品となり続編も多数作られ、ピンク映画のヒットメーカーとして一躍脚光を浴びる。
1965年頃、銭湯を舞台にしたドラマ『時間ですよ』が人気となったが、放送コードの関係で女湯の裸のシーンはチラ見せ程度だった。そこで山本が「だったら俺の映画でたっぷり見せてやろうじゃないか」と意気込んで制作したのが、1969年のピンク映画『女湯物語』である。
代表作となる『女湯物語』『痴漢』『未亡人下宿』シリーズなど、強い女に虐げられる弱い男の嘆きを好んで描いてきた。山本自身恐妻家であることから、このような作品作りになったという。山本は役者たちのアドリブを重視しており、自身の作品では好きに喋ってもらって動き回ってもらっているとのこと。
成人映画のみならず、『下落合焼とりムービー』（1979年、企画・脚本：赤塚不二夫）や『欽ちゃんのシネマジャック』（1993年、企画：萩本欽一）などの一般作品も制作した。映画監督時代の山本は「怖かった」との人物評で共通し、門下生の井筒和幸など山本を尊敬する者もいる。
成人映画で名を上げた後は、テレビ番組にも進出。テレビ朝日の深夜番組『トゥナイト』『トゥナイト2』に通算で約21年間出演し、主に性風俗関係の話題をリポートした。テレビ進出で山本の知名度はさらに上昇し、性風俗に関するルポルタージュは後のライフワークともなる。この番組で生まれた「ほとんどビョーキ」というフレーズは流行語に取り上げられるほど有名となった。1990年には、厚生省エイズ撲滅広報委員に就任する。
『トゥナイト2』終了後、テレビ朝日のワイドショー『ワイド!スクランブル』にコメンテーターとして出演し、水曜特集コーナーでは「山本晋也の人間一滴」（かつては通称「監督のコーナー」）と題して自ら取材している。社会問題や芸能、在日コリアンの現状を扱うことが多い。元赤軍派の塩見孝也とも対話するなど、山本の幅は広い。
2003年、番組の企画で北朝鮮へ渡り平壌の様子を伝えて以来、エイズなどの社会問題に少なからず関心を持っていたこともあってジャーナリストを自称する。番組では北朝鮮関連の話題を中心に伝えるようになった。2004年9月12日から20日まで平壌で開催された第9回平壌映画祭にも出席し、同映画祭を評して「商業主義的なアメリカのアカデミー賞とは歴然の差があり、理想を持った祭典でアジアの誇りである」と語っている。
2002年よりブロードバンド映像コンテンツ『山本晋也のランク10国』を開設し、『トゥナイト』時代の同僚リポーターであった乱一世らと風俗や映画、社会現象などのサブカルチャー的内容を配信する。7代目（自称5代目）立川談志の創設した落語立川流Bコース（著名人コース）に入門して、立川談遊との高座名を名乗った時期もある。

## 主な監督作品
- 狂い咲き（1965年、日本シネマ） ※初監督作品
- つまみ喰い（1965年、日本シネマ）
- 未公開の情事（1965年、日本シネマ）
- 野郎と牝犬（1965年、日本シネマ）
- 蜜のおとし穴（1965年、日本シネマ）
- 肉体女優日記（1965年、日本シネマ）
- 真夜中のあがき（1966年、日本シネマ）
- 一夜妻（1966年、日本シネマ）
- 婚前交渉（1966年、日本シネマ）
- 女学生のあやまち（1966年、日本シネマ）
- いたづら（1967年、日本シネマ）
- 女の責め（1967年、日本シネマ）
- 或る密通（1967年、日本シネマ） ※向井寛・若松孝二と共同監督
- 夜のただれ（1967年、日本シネマ）
- 汚れ（1967年、日本シネマ）
- 未亡人下宿（1969年、東京興映）
- 女湯物語（1969年、東京興映）
- 大色魔（1971年、東京興映）
- ドキュメントポルノ　続・痴漢（1973年、プリマ企画）★
- ドキュメントポルノ　女紐（1973年、プリマ企画）★
- ポルノだよ 全員集合秘わいせつ集団（1974年、プリマ企画）★
- ドキュメント・ポルノ　トルコテクニック大全集（1974年、プリマ企画）★
- 痴漢地下鉄（1975年、新東宝）★
- 痴漢電車（1975年、新東宝）[5]
- 続・未亡人下宿 表も貸します裏も貸します（1975年、ワタナベ・プロ）★
- 新・未亡人下宿 奥の間貸します（1975年、ワタナベ・プロ）★
- 新・未亡人下宿 すぐ入れます（1976年、ワタナベ・プロ）★
- 残虐女刑史（1976年、新東宝）★
- 残酷縛絵伝奇（1976年、新東宝）★
- タクシー野郎 夜の淫花（1977年、ワタナベ・プロ）
- 日本残虐女拷問（1977年、新東宝）★
- 新・未亡人下宿 いろ色教えます（1976年、ワタナベ・プロ）★
- 発情痴帯（1977年、東映）
- 生贄の女たち（1978年、東映）
- 痴漢との遭遇（1978年、にっかつ）
- 赤塚不二夫のギャグ・ポルノ 気分を出してもう一度（1979年、にっかつ）★
- 下落合焼とりムービー（1979年、東映）★
- 女高生下宿 熟れどき（1980年、にっかつ）
- 未亡人下宿　あの道この道教えます（1980年、にっかつ）
- 未亡人下宿　初濡らし（1980年、にっかつ）
- 覗かれて濡れる（1981年、にっかつ）
- 女子大生 痴漢のすすめ（1981年、にっかつ）
- 新・未亡人下宿　初開き初入れ（1981年、にっかつ）★
- OL日記 しゃぶり攻め（1982年、にっかつ）
- 色情ポルノ 激しく動いて（1982年、にっかつ）
- トロピカル・ハイヌーン（1983年、レーザーディスク株式会社）
- 未亡人下宿　あなも貸します初いじり（1983年、にっかつ）
- 愛染恭子の未亡人下宿（1984年、にっかつ）★
- 小松みどりの好きぼくろ（1985年、にっかつ）★
- 第1回欽ちゃんのシネマジャック「生きる ある臨死」（1993年、東宝） - 原案・監督
- 第2回欽ちゃんのシネマジャック「食べる ある愛のカタチ」（1994年、東宝） - 原案・監督

★印の作品はDVD化されている（2019年現在、廃盤の物も含む）。

## 出演歴

### 映画
- 宇能鴻一郎の貝くらべ（1980年、にっかつ） - のぞき 役
- 俗物図鑑（1982年） - 城亀吉（出歯亀評論家） 役
- キネマの天地（1986年、松竹） - 内藤監督 役
- カンゾー先生（1998年、東映） - 岡本 役
- あの、夏の日（1999年、東映） - あずき屋治助 役
- 淀川長治物語・神戸篇/サイナラ（2000年、PSC） - 赤松松造 役
- 冬の幽霊たち（2004年、WAHAHA本舗） - 夕張市助 役
- 理由（2004年、アスミック・エース） - 「あしべ」の客 役
- 映画監督って何だ!（2006年、マジックアワー） - 小林尋次 役

### テレビドラマ
- 暴れん坊将軍II 第62話「ほとんどビョーキの出たがり娘!」（1984年、テレビ朝日/東映） - 宮川寛斉 役
- ドラマ新銀河（NHK）
  - 欅通りの人びと（1994年） - 管理人 役
- とんねるずの本汁でしょう!!「なにわ広告しぐれっ!!」（1997年、フジテレビ） - 山本直樹 役
- 坊さんがゆく（1998年、NHK総合テレビ）
- 緋が走る（1999年、NHK総合テレビ）
- 連続テレビ小説（NHK）
  - あぐり（1997年、NHK連続テレビ小説） - 磯部 役
  - 私の青空（2000年、NHK連続テレビ小説） - 宮川武蔵 役
- 大河ドラマ 利家とまつ〜加賀百万石物語〜（2002年、NHK大河ドラマ） - 林通勝 役
- 風子のラーメン（2003年、NHK月曜ドラマシリーズ） - 横山周平 役
- 理由（2004年、WOWOW） - 「あしべ」の客 役
- 帽子（2008年、NHK広島放送局） - 太刀川校長 役
- 太陽の子（2020年、NHK総合・NHK BS4K・NHK BS8K） - 朝倉清三 役

### 情報・バラエティ番組
- トゥナイト（1981年 - 1994年3月、テレビ朝日）
- テレビに出たいやつみんな来い!!（1982年1月 - 3月、日本テレビ） - 審査員
- アップルシティ500（1982年10月 - 1983年5月、TBS）
- 笑っていいとも!（1983年10月 - 1987年9月、フジテレビ） - 水曜レギュラー
- ぶったま!ピープー（1983年10月16日 - 1984年3月25日、テレビ朝日）
- FNSスーパースペシャルテレビ夢列島（1987年 - 1989年、フジテレビ）
- 晴れ時々たかじん（水曜日、朝日放送）
- 欽ちゃんの仮装大賞 → 欽ちゃん&香取慎吾の全日本仮装大賞（1979年 - 2008年、日本テレビ） - レギュラー審査員
- トゥナイト2（1994年4月 - 2002年3月、テレビ朝日）
- ワイド!スクランブル（ - 2014年3月、テレビ朝日） - 水曜コメンテーター（特集コーナーも担当）
- かきこみTV（2003年4月 - 2008年3月、NHK教育テレビ）
- ズバリ快答!テレフォン身の上相談（ - 2012年3月、TBSラジオ&コミュニケーションズ） - 水曜日
- 山本晋也のなるほど!東京散歩（旅チャンネル）
- わが人生に乾杯!（NHKラジオ第一） - メインパーソナリティ
- テレビ60年 連続テレビ小説 「あなたの朝ドラって何!」（2013年1月5日、NHK総合テレビ）
- えぇトコ 「いつも姫路は夢いっぱい〜城とグルメとモノレール〜」（2013年7月、NHK大阪放送局）
- 情報宝島かわさき（テレビ神奈川）
- 蘇るトゥナイト2（2016年12月25日、2017年1月19日、2月23日、CSテレ朝チャンネル2）
- 独占緊急特報!! 貴乃花親方すべてを語る（2018年2月7日、テレビ朝日） - インタビュアー[6]

### 映画解説番組
- NHK-BS映画解説番組
  - シネマ・ナビゲーション（NHK-BS2） - 司会
  - シネマ堂本舗（NHK-BS2）
  - シネマ・レビュー（NHK-BS2、月一不定期番組）
  - 衛星映画劇場（NHK BS-2） - シリーズ企画解説
  - シネマDO!（2011年4月 - 2012年3月、NHK BSプレミアム）
  - プレミアムシネマ（NHK BSプレミアム） - 「山田洋次監督が選んだ日本の名作100本」解説

### ラジオ
- FMシアター「青い羽ねむる」（2017年9月16日、NHK-FM）
- 体験ラジオAチャンネル（TBSラジオ）
- 突撃!歌謡大行進（1982年-1983年、文化放送）水曜パーソナリティー
- 山本晋也の観感楽学
- ラジオ深夜便 明日へのことば「わが人生に乾杯だ」（2024年12月20日、NHKラジオ第1）[7]

### CM
- パチンコナポリ（1995年、北海道ローカル）

### ミュージックビデオ
- ASIAN KUNG-FU GENERATION 「君の街まで」（2004年、Ki/oon Records） - アーティスティックスイミング監督 役

## 著書

### 単著
- ポルノ監督奮戦記（1978年、大陸書房）
- わたしは痴監（1979年、レオ企画）
- エキサイト・ビデオ術（1981年、徳間書店）
- 性生活のワル知恵（1983年、群雄社出版） - 編著
- 日本ほとんどビョーキ症候群 一億総ビョーキの日本国民に告ぐ!（1983年、日本文芸社）
- ポルノ狂殺人事件（1983年、作品社）
- わッsexだ! すっごいですねぇ〜（1984年、ベストセラーズ/ワニの本）
- 山本晋也の青春ルール・ブック（1985年、講談社X文庫）
- 山本晋也のドッキリ読書術講座 こんな本の読み方があったのか!(1985年、オレンジ出版/オレンジブックス）
- 山本晋也のマジメな社会学 歌舞伎町から世の中が見えてくる（1987年、テレビ朝日）
- 色即是食う食う即是色（1993年、NTT出版）
- 風俗という病い（2016年、幻冬舎）
- カントク記 焼とりと映画と寿司屋の二階の青春（2016年、双葉社）

### 共著
- われらが性問題白書 さわやか対談（1993年、大修道書店、共著：山本直英）
- 山本晋也の感じるインターネット（1996年、ブックマン社、共著：山内一宏）
- 寅さん、あなたが愛される理由 「山田洋次映画監督50周年」記念企画 "全48作"語りつくし〜きりがありませんけど〜（2012年、講談社、共著：渡辺俊雄）